# Magneuptychia divergens
Espèce
Magneuptychia divergens est une espèce d'insectes lépidoptères (papillons) de la famille des Nymphalidae, de la sous-famille des Satyrinae et du genre Magneuptychia.

## Dénomination
Magneuptychia divergens a été décrit par Arthur Gardiner Butler en 1867 sous le nom initial de Euptychia divergens.

## Description
Magneuptychia divergens est un papillon au dessus marron.
Le revers est marron et la bande  postdiscale est « divergente », elle rejoint le bord interne de l'aile. L'apex de l'aile antérieure présente un ocelle noir pupillé de bleu et cerné d'orange comme ceux de l'aile postérieure, à l'apex et un très gros proche de l'angle anal. Entre eux, dans l'aire submarginale, les ocelles se limitent à des cernes orange.

## Biologie
Il vole toute l'année.

## Écologie et distribution
Magneuptychia divergens est présent au Brésil et en Guyane,.

### Protection
Pas de statut de protection particulier.